# Aspe (seizoen 2)
Het tweede seizoen van de  Belgische televisieserie Aspe werd uitgezonden tussen 4 september 2006 en 27 november 2006. De reeks telt 13 afleveringen.

## Rolverdeling
| Acteur                 | Personage         | Hoofdcast        | Gastrol         |
| ---------------------- | ----------------- | ---------------- | --------------- |
| Herbert Flack          | Pieter Van In     | volledig seizoen |                 |
| Lucas Van den Eynde    | Guido Versavel    | volledig seizoen |                 |
| Francesca Vanthielen   | Hannelore Martens | volledig seizoen |                 |
| Michel Van Dousselaere | Roger De Kee      | volledig seizoen |                 |
| Erik De Backer         | André Bruynooghe  | volledig seizoen |                 |
| Maaike Cafmeyer        | Carine Neels      | 12 afleveringen  |                 |
| Herman Boets           | Leo Vanmaele      |                  | 11 afleveringen |
| Dimitri Dupont         | Paul Beekman      |                  | 3 afleveringen  |

## Afleveringen

### Het Liefdesnest
Wanneer in een chic maar onbewoond penthouse aan de Zeebrugse dijk het naakte lijk wordt gevonden van de mooie, jonge Debbie Wostyn, staan hoofdinspecteur Pieter Van In en zijn team voor een raadsel. Debbie was een voorbeeldige studente verpleegster en enig kind uit een zeer godvruchtig gezin. Al snel blijkt Debbies levenswandel echter niet zo onbesproken. Het meisje zou dan wel de rol gaan spelen van de Heilige Maagd in de Brugse bloedprocessie, maar was al enkele maanden zwanger van een geheime minnaar. De verdenking valt op de eigenaar van de penthouse, de rijke scheepsreder Armand Desmedt (Wim Danckaert). Wanneer diens echtgenote ook nog zelfmoord pleegt, lijkt de puzzel rond. Tot blijkt dat Debbie en mevrouw Desmedt er dezelfde minnaar op na hielden: de bij zijn parochianen duidelijk erg geliefde jonge pastoor Raf Bastiaens (Erik Burke). Maar Van In heeft zo zijn twijfels of de promiscue pastoor ook een moordenaar is.

### IJskoningin
Virginie Patou, een talentvolle ijsschaatsster én deelneemster aan het prestigieuze 'Brugse IJsfestijn' wordt vermoord teruggevonden in een koelruimte van de ijshal. Uit het pathologisch onderzoek blijkt dat Virginie enkele minuten voor haar dood seks heeft gehad. De organisator van het evenement, Lodewijk Verdonck (Dirk Vermiert), is hoogst ongelukkig met de negatieve reclame die het moordonderzoek met zich meebrengt en verzoekt Van In dan ook de schaatssters zo weinig mogelijk lastig te vallen. Vooral de Nederlandse kampioene Sylvia Arnolds (Angela Schijf) moet absoluut met rust gelaten worden. Dient het gezegd dat dit verzoek in dovemansoren valt bij Van In. Van Sylvia vernemen de speurders dat de relatie tussen Virginie en haar vriend/trainer Andreas Duthoo (Tom Van Landuyt) de laatste tijd niet meer echt optimaal was. Maar dan blijkt uit verder DNA-onderzoek dat het bij Virginie teruggevonden sperma niet van Andreas is, maar wel van Sylvia's trainer Coath Willem (Robert de la Haye). Van In is ervan overtuigd dat hij de schuldige te pakken heeft, totdat hij de video van de bewakingscamera van de ijspiste onder ogen krijgt.

### Botenbusiness
De families Persyn, Goeminne en Yperman baten al sinds jaar en dag de toeristische rondvaartbootjes uit in Brugge. Op een dag wordt Jeanine Persyn, een van de uitbaatsters, vermoord teruggevonden in haar boothuis. Jeanine blijkt aan haar voeten opgehangen, met het hoofd in het water en de billen bloot, iets wat Van In wel bijzonder intrigeert. Zeker wanneer uit de lijkschouwing blijkt dat Jeanine reeds dood was voor ze werd opgehangen: ze werd gewurgd. Volgens haar man Kamiel Persyn (Jos Van Geel) is er geen twijfel mogelijk dat de familie Goeminne verdachter nummer één is. Uiteraard spitst het onderzoek zich toe op de twee concurrerende families. Vooral Charles Goeminne (Arnold Willems) is verdacht wanneer blijkt dat hij onderhandelingen voerde met het Amsterdamse bedrijf Amstel Investments om de bootjes over te nemen, terwijl diens zoon Mats (Rudy Morren) alles zelf wil beheren. Een trip naar Nederland leert Van In dat de Amsterdammers enkel interesse hadden indien ze alle bootjes konden overnemen, maar Jeanine lag dwars. Zij wilde niet verkopen, tot grote ergernis van de andere families. Zelfs haar eigen zoon Koen (Frank Van Erum) kon niet begrijpen waarom zijn moeder weigerde op het riante bod in te gaan. Tot blijkt dat Jeanine zo haar eigen motieven had om niet te verkopen, wanneer de familie Yperman (Joris Van Dael en Martine Werbrouck) onthuld dat Jeanine er een minnaar op nahield.

### Moord op de Antiquair
Onderzoeksrechter Hannelore Martens en hoofdinspecteur Pieter Van In worden gestoord midden in een nachtelijke vrijpartij: Felix Vermandere, een schatrijke Brugse antiquair, is vermoord teruggevonden in zijn woning door zijn schoondochter Yvette (Katrien De Becker). Yvette wijst beschuldigend naar de 30 jaar jongere vrouw van de antiquair, Nine Swart (Bien De Moor). Die is volgens Yvette overduidelijk met Felix getrouwd omwille van zijn geld. Van In heeft zowat onmiddellijk een hekel aan de hysterische schoondochter. Hij niet alleen trouwens. Ook de relatie tussen Yvette en haar echtgenoot Jean-Louis Vermandere (Dimitri Leue), de zoon van het slachtoffer, is behoorlijk verzuurd. Het koppel blijkt bovendien financiële problemen te hebben. Nine Swart, de sensuele echtgenote van Vermandere maakt veel meer indruk op Van In. Nine – die bovendien een dure callgirl blijkt te zijn – beschikt overigens over een sluitend alibi. Het onderzoek neemt een nieuwe wending wanneer blijkt dat Vermandere op de dag van de moord bezoek heeft gekregen van een landloper, die bij het verlaten van de woning een grote som geld bij zich had. De huishoudster Mathilde (Jenny Tanghe) van de vermoorde antiquair identificeert de landloper als ene Jules Decloedt (Jakob Beks). Jules had jaren geleden zijn vrouw vermoord toen bleek dat die een verhouding had met Vermandere. Een ideale verdachte dus, al is Van In niet helemaal overtuigd.

### Kinderen van de Nacht
Op het binnenplein van de prestigieuze hotelschool wordt het lijk gevonden van de 17-jarige internaatstudente Denise Vercruyft. Het meisje is van het dak van de school gevallen, een vluchtweg die weleens door studenten gebruikt wordt om ’s nachts ongezien het internaat te verlaten en een stapje in de wereld te zetten. Denise stond trouwens bekend als fuifnummer en blijkt zelfs xtc-tabletten op zak te hebben. Een ongeval, zo lijkt het, maar Van In heeft al snel zijn twijfels. Aan verdachten overigens geen gebrek, want Denise bleek drugsschulden te hebben bij een notoir DJ én was de speelbal in de bittere vechtscheiding tussen haar ouders. Voor moeder Vercruyft (Ingrid De Vos) lijdt het overigens geen twijfel dat haar man Gaston (Pierre Callens) schuldig is aan de dood van hun dochter, maar ook de directrice en een van de leerkrachten hebben een geheim te verbergen.

### Corpus Delicti
De rijke bouwondernemer Baardemaker wordt vermoord en begraven in een betonnen pijler van een van zijn constructies. De man bleek wel wat vijanden te hebben, maar geen van hen had een echt motief om hem te vermoorden. De politie tast dan ook in het duister, tot ook het lijk gevonden wordt van rechter Schoeters. Ook deze man werd op bizarre wijze vermoord: opgesloten in een stalen kooi en uitgehongerd. Commissaris Dekee legt als eerste de link tussen de twee slachtoffers. Beiden bleken betrokken bij een oude moordzaak waarvoor ene Peter Vervoort (Warre Borgmans) werd veroordeeld. Schoeters was de rechter die de man veroordeelde en wel op basis van een getuigenis van Baardemaker en nu is Vervoort vervroegd vrijgelaten uit de gevangenis. Alles wijst er dus op dat de man zich heeft willen wreken. Wat de commissaris niet vertelt is dat hij destijds als politie-inspecteur Vervoort tot bekentenissen heeft gedwongen en nu de volgende is op het lijstje van de moordenaar.

### Kaviaar & Spelen
Brugge wordt geplaagd door een bende gauwdieven en er wordt druk gezet op Van In & co om die zo snel mogelijk te vatten. Van In is echter veel meer geïnteresseerd in de moord op trucker Mike Van Hees, wiens lijk uit de zee werd opgevist. Van Hees bleek te werken voor een bende mensensmokkelaars en dat spoor leidt de politie regelrecht naar de gauwdieven: een groep Oost-Europeanen die door Van Hees in Zeebrugge gedumpt werden. Wanneer vervolgens de Russische kolos Petrov zwaar toegetakeld wordt opgenomen in het ziekenhuis, beseft Van In dat hier meer aan de hand is. De smokkelaars dwingen de sterkste vluchtelingen om deel te nemen aan "cage fights": gevechten op leven en dood in ruil voor een paspoort en een ticket naar Engeland. Deze gevechten worden dan live op het internet vertoond. Van Ins pogingen om het vertrouwen van Petrov te winnen lopen faliekant af en de hoofdinspecteur moet nu zelf vechten voor zijn leven, terwijl Hannelore machteloos moet toekijken.

### Free Willy
Midden in een persconferentie in een Brugs hotel, stuikt de Amerikaanse miljonair O'Reilly in elkaar. De man blijkt vergiftigd met rattenvergif. O'Reilly was in Brugge om een overeenkomst te sluiten met het Brugse dolfinarium. Hij wilde een aantal dolfijnen overbrengen naar Amerika en inzetten in een wetenschappelijk experiment, een plan dat niet door iedereen op gejuich werd onthaald. Met name de hoofdtrainer van de dolfijnen, Jan Overlaet (Peter Michel), had het er bijzonder moeilijk mee, maar ook binnen de Raad van Bestuur van het dolfinarium zelf waren de meningen verdeeld. Iedereen die de laatste 48 uur contact had met O'Reilly is een mogelijke verdachte. Commissaris Dekee blijkt lid van de raad van bestuur van het dolfinarium en maant Van In aan om omzichtig te werk te gaan. Dient het gezegd dat zo'n aanmaning een averechts effect heeft op de impulsieve hoofdinspecteur.

### Voetbalgeheimen
De Brugse voetbalbelofte Jan Somers (Laurens L'Enfant) wordt 's avonds na een feestje op straat doodgereden door een SUV. Een ongeval met vluchtmisdrijf of koelbloedige moord? Van In raakt meer en meer overtuigd van die tweede hypothese naarmate hij in het leven van de jonge voetballer graaft. Zo blijkt de spits net van het kleine Cercle naar het grote en rijke Club Brugge te zijn overgestapt, zeer tegen de zin van zijn manager en van enkele van zijn oude ploegmaats. Bij Club heeft Jan binnen de kortste keren een vaste stek als titularis in de jeugdploeg, ten koste van spits Piet Blankers (Tim David) die op de bank belandt en dat is niet naar de zin van Piets vader, de opvliegende politieman John Blankers (Eric Kerremans). Wanneer de aanrijding blijkt gebeurd te zijn met de wagen van John, lijkt de zaak rond. Of verbergt de Brugse voetbalwereld nog andere geheimen?

### Laatste Avondmaal
Kristel Fimmers (Veerle Dobbelaere) wuift 's morgens haar man Thijs (Ben Van Ostade) en dochter uit, wanneer die respectievelijk naar kantoor en naar school vertrekken. Vervolgens loopt Kristel snel even naar de woonst van de buren: haar eigen zus Linda, schoonbroer Joris Brugmans en de kinderen Tim en Sarah, maar het hele gezin blijkt levenloos rond de tafel te zitten, vergiftigd. Dat het om een familiedrama zou gaan, sluit Van In al snel uit. De Brugmansen vormden een harmonieus gezin en hadden geen problemen, in tegenstelling tot de familie Fimmers, die wel geldzorgen kenden. Kristel had hier zelfs nog ruzie over gemaakt met haar zus de avond voordien, zo getuigt overbuurvrouw Henriette Dubois (Lea Couzin). Maar ook de bejaarde mevrouw Dubois leefde op gespannen voet met het gezin Brugmans want Linda – daar is ze rotsvast van overtuigd – had haar lievelingskat vergiftigd.

### De Orpheusfactor (deel 1)
Twee drugshoertjes worden vermoord aangetroffen: een zaak voor Van In en Versavel. Van hogerhand krijgen ze echter de opdracht zich te concentreren op de internationale drugshandel die de haven van Zeebrugge teistert. Hoofdcommissaris Van In en zijn equipe krijgen hiervoor versterking van hun Nederlandse collega Freek Keyzer (Victor Reinier). Van In en Keyzer kunnen van bij de start slecht met elkaar opschieten, en de sfeer wordt al vlug grimmig. Gelukkig komt er vanuit Brussel een oude studiemakker van Van In opdagen, commissaris Desmet (Vic De Wachter) van de Federale Drugsbrigade. Van In en Desmet halen al snel de oude vriendschapsbanden weer aan. Enkele gezamenlijke politie-interventies gaan compleet de mist in, duidelijk door gelekte informatie. Wie is echter de mol? Voor Keyzer is er geen twijfel mogelijk: de schuldige moet bij de Brugse politie gezocht worden.

### De Orpheusfactor (deel 2)
Van In tracht vooruitgang te boeken in de zaak van de vermoorde drugshoertjes, maar op zijn hoofdgetuige wordt een aanslag gepleegd. Opnieuw wordt Van In duidelijk gemaakt dat hij voorrang moet verlenen aan de zaak van de internationale drugshandel. Volgens Van In tonen beide zaken echter onderlinge verbanden. Stilaan wordt duidelijk dat Keyzer meer weet dan hij loslaat; en Van In en Versavel beginnen dan ook ernstige verdenkingen te koesteren. Omgekeerd heeft Keyzer meer en meer twijfels over de vakkennis en loyauteit van de Brugse politie.

### Tot de Dood ons Scheidt
Het nachtelijke Brugge wordt opgeschrikt door een op hol geslagen paardenkoets. In de koets wordt het lijk van Claude Callewaert aangetroffen, een van de drie eigenaars van het textielimperium Beltex. Van In en zijn team ontdekken dra dat Claude in onmin leefde met de andere eigenaars, én dat hij op het punt stond een grote fraudezaak aan het licht te brengen. Maar Claude blijkt tevens een playboy pur sang geweest te zijn, en hij hield er een vrij liederlijke levensstijl op na. En aan vijanden ontbrak het hem niet. De volgende dag zal Van In een van de mooiste momenten uit zijn leven beleven: hij trouwt namelijk met Hannelore. maar een onverwacht opduikend personage strooit roet in het eten.